# Sándor Radó (psicoanalista)
Sándor Radó (Kisvárda, 8 gennaio 1890 – New York, 14 maggio 1972) è stato uno psicoanalista e medico ungherese naturalizzato statunitense.

## Biografia

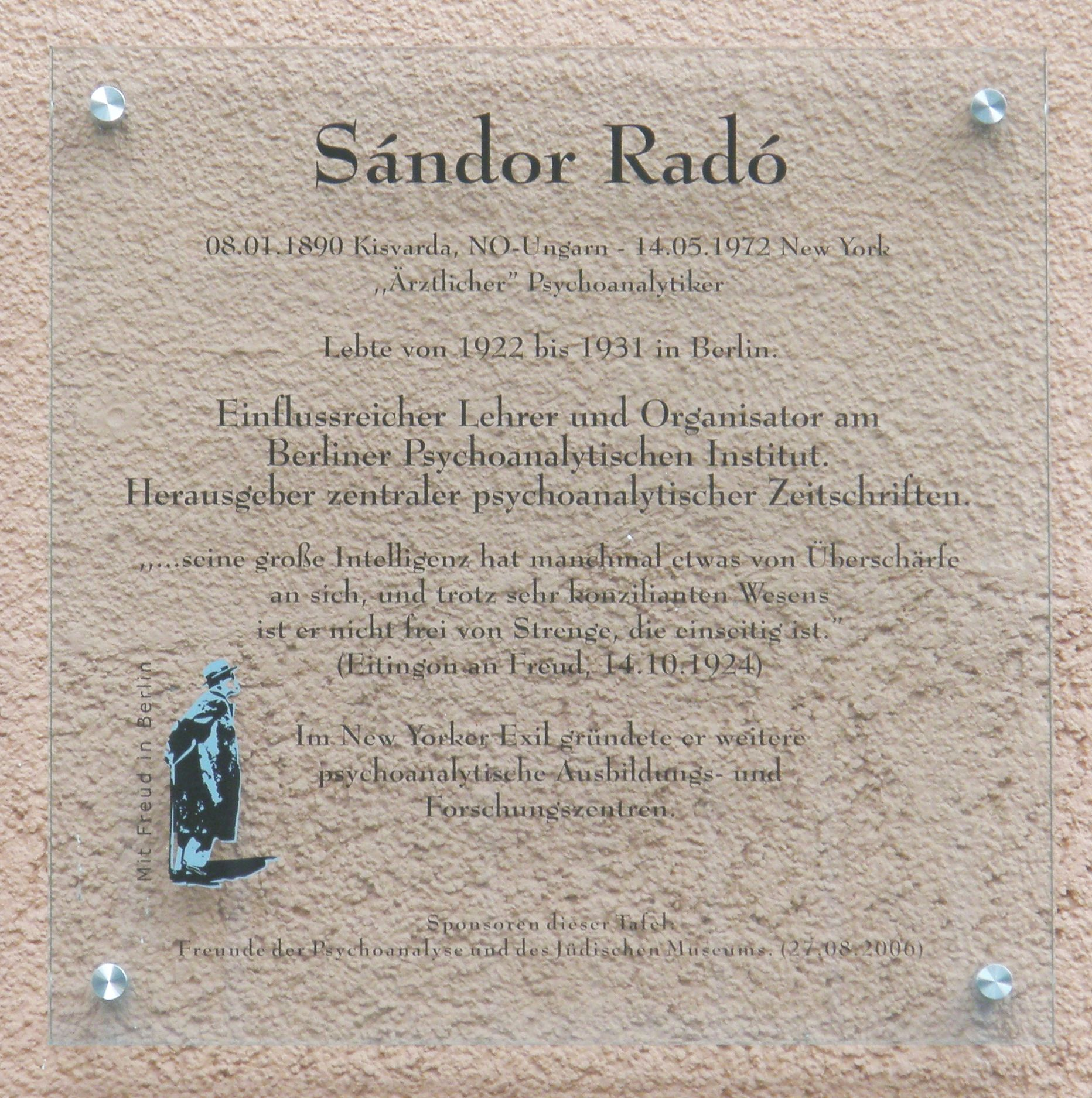
Placca commemorativa a Sandor Rado

Introdotto alla psicoanalisi da Sándor Ferenczi già dal 1910 e, dopo essersi laureato in medicina a Budapest nel 1915, si dedicò alla psicoanalisi dopo un suo incontro con Sigmund Freud. Si sottopose ad analisi dapprima con Erzsebet Revesz, a sua volta analizzata in passato dallo stesso Freud e sposata da Radó nel 1919, e successivamente, dopo il suo trasferimento a Berlino (1923), da Karl Abraham. Fra i personaggi famosi che si sono sottoposti invece ad analisi con Radó si ricordano Wilhelm Reich e Heinz Hartmann, il più importante teorico della Psicologia dell'Io.
Con l'instaurazione della repubblica sovietica ungherese (marzo 1919) Radó ebbe una certa influenza sul governo di Béla Kun; fu grazie a lui che si riuscì a far ottenere a Ferenczi la prima cattedra universitaria di psicoanalisi. Dopo la morte della moglie si trasferì a Berlino e nel 1924, dopo la morte di Abraham, ebbe una cattedra al Berliner Psychoanalytisches Institut; diresse fra l'altro dal 1924 Psychoanalytische Zeitschriften (Rivista internazionale di psicoanalisi). Nel 1931 si trasferì negli Stati Uniti, dove fondò e diresse dal 1944 il Center for Psychoanalytic Training and Research della Columbia University.
La sua opera scientifica, esposta in numerosi articoli e scritti, riguarda vari campi della ricerca psicoanalitica, di cui propugnò una revisione tecnica psicoanalitica classica.